# 1971年の阪急ブレーブス
1971年の阪急ブレーブスでは、1971年の阪急ブレーブスにおける動向をまとめる。
この年の阪急ブレーブスは、西本幸雄監督の9年目のシーズンであり、2年ぶり4度目のリーグ優勝を果たしたシーズンである。

## 概要
4位で終わったチームの立て直しを図るべく、西本監督はこの年から加藤秀司を一塁に起用し4番長池徳士・5番に大熊忠義のクリーンナップを組むなど打線を再編。投手陣では3年目の山田久志が22勝を挙げてエースとなるなど、一気に世代交代が加速した。
新戦力の投入でチームは5月以降近鉄から首位を奪うと、7月初めには前年優勝のロッテに6ゲーム差をつけ、独走状態に突入。しかしロッテの追い上げにあい、ゲーム差なしまで追い詰められたものの最後は2年ぶりにリーグ優勝を達成。
投手陣では22勝を挙げた山田のほか、長くチームを支えた米田哲也・梶本隆夫・足立光宏などのベテラン勢が奮闘。打撃陣では加藤と同期入団の福本豊がこの年も盗塁王を獲得し、チームの看板選手となった。
日本シリーズでは1勝1敗で迎えた第3戦、エース山田はここまで6連覇中の巨人に付け入るスキを与えず9回1死まで完ぺきな投球を見せた。しかし長嶋茂雄の打球を遊撃手の阪本敏三が取れず内野安打になるはずの打球がセンター前へ飛び、続く王貞治に逆転サヨナラ3ランを打たれて流れが巨人に傾くと長池・加藤・大熊といった主力打者が封じられて福本も走れず、1勝4敗で敗退した。
シーズン終了後、阪本と正捕手の岡村浩二はトレードで東映に放出された。
6月5日東映戦第1試合で石井茂雄（○7―0）、第2試合で梶本隆夫（○6―0）、8日近鉄戦で足立光宏（○8―0）がいずれも完封勝利を挙げ、3試合連続完封勝利となった。
7月4日の近鉄戦では後述のように無安打で5点をもぎ取り、7月13日のロッテ戦では没収試合のハプニングがあった。

## チーム成績

### レギュラーシーズン
| 1 | 中 | 福本豊     |
| 2 | 遊 | 阪本敏三   |
| 3 | 左 | 加藤秀司   |
| 4 | 右 | 長池徳二   |
| 5 | 三 | 森本潔     |
| 6 | 一 | 石井晶     |
| 7 | 二 | 山口富士雄 |
| 8 | 捕 | 岡村浩二   |
| 9 | 投 | 米田哲也   |

| 順位 | 4月終了時 | 4月終了時 | 5月終了時 | 5月終了時 | 6月終了時 | 6月終了時 | 7月終了時 | 7月終了時 | 8月終了時 | 8月終了時 | 最終成績 | 最終成績 |
| ---- | --------- | --------- | --------- | --------- | --------- | --------- | --------- | --------- | --------- | --------- | -------- | -------- |
| 1位  | 近鉄      | --        | 阪急      | --        | 阪急      | --        | 阪急      | --        | 阪急      | --        | 阪急     | --       |
| 2位  | 阪急      | 0.5       | ロッテ    | 2.5       | ロッテ    | 6.5       | ロッテ    | 1.0       | ロッテ    | 3.5       | ロッテ   | 3.5      |
| 3位  | 西鉄      | 1.0       | 近鉄      | 6.5       | 近鉄      | 14.0      | 近鉄      | 15.0      | 近鉄      | 15.5      | 近鉄     | 18.0     |
| 4位  | 南海      | 1.5       | 南海      | 12.0      | 南海      | 17.0      | 南海      | 14.5      | 南海      | 16.5      | 南海     | 22.5     |
| 5位  | ロッテ    | 2.0       | 東映      | 13.5      | 東映      | 21.0      | 東映      | 24.0      | 東映      | 28.0      | 東映     | 35.5     |
| 6位  | 東映      | 7.0       | 西鉄      | 13.5      | 西鉄      | 24.5      | 西鉄      | 26.5      | 西鉄      | 32.5      | 西鉄     | 43.5     |

| 順位 | 球団             | 勝 | 敗 | 分 | 勝率 | 差   |
| 1位  | 阪急ブレーブス   | 80 | 39 | 11 | .672 | 優勝 |
| 2位  | ロッテオリオンズ | 80 | 46 | 4  | .635 | 3.5  |
| 3位  | 近鉄バファローズ | 65 | 60 | 5  | .520 | 18.0 |
| 4位  | 南海ホークス     | 61 | 65 | 4  | .484 | 22.5 |
| 5位  | 東映フライヤーズ | 44 | 74 | 12 | .373 | 35.5 |
| 6位  | 西鉄ライオンズ   | 38 | 84 | 8  | .311 | 43.5 |

### 日本シリーズ
| 日付                                    | 試合   | ビジター球団（先攻） | スコア | ホーム球団（後攻） | 開催球場     |
| --------------------------------------- | ------ | -------------------- | ------ | ------------------ | ------------ |
| 10月12日（火）                          | 第1戦  | 読売ジャイアンツ     | 2 - 1  | 阪急ブレーブス     | 阪急西宮球場 |
| 10月13日（水）                          | 第2戦  | 読売ジャイアンツ     | 6 - 8  | 阪急ブレーブス     | 阪急西宮球場 |
| 10月14日（木）                          | 移動日 | 移動日               | 移動日 | 移動日             | 移動日       |
| 10月15日（金）                          | 第3戦  | 阪急ブレーブス       | 1 - 3x | 読売ジャイアンツ   | 後楽園球場   |
| 10月16日（土）                          | 第4戦  | 阪急ブレーブス       | 4 - 7  | 読売ジャイアンツ   | 後楽園球場   |
| 10月17日（日）                          | 第5戦  | 阪急ブレーブス       | 1 - 6  | 読売ジャイアンツ   | 後楽園球場   |
| 優勝：読売ジャイアンツ（7年連続15回目） |        |                      |        |                    |              |

## オールスターゲーム1971
| ポジション | 名前     | 選出回数 |
| ---------- | -------- | -------- |
| 投手       | 足立光宏 | 4        |
| 投手       | 山田久志 | 初       |
| 投手       | 米田哲也 | 13       |
| 捕手       | 岡村浩二 | 6        |
| 内野手     | 阪本敏三 | 4        |
| 外野手     | 長池徳二 | 5        |
| 外野手     | 加藤秀司 | 初       |

- この年の阪急は監督推薦による出場のみ

## できごと
- 7月4日 - 近鉄戦の延長10回表、1963年の同カードで起きた「5連続安打で無得点」とは全く逆の「無安打で5得点」を上げる。次の通り。

1. 先頭の福本豊が四球で出塁、阪本敏三の投前犠打で二進して1死二塁。
2. 近鉄側は投手を芝池博明から神部年男に交代するが、直後に福本が三盗、途端に神部はストライクが入らなくなり、加藤秀司→長池徳二→岡田幸喜→森本潔と4連続四球、連続押し出しで2点献上。
3. 近鉄投手は神部から岡田光雄に代わるも、代打・石井晶に四球、正垣泰佑に死球でまたも2点、そして山口富士雄が左犠飛で1点追加。

## 表彰選手
| リーグ・リーダー | リーグ・リーダー | リーグ・リーダー | リーグ・リーダー |
| 選手名           | タイトル         | 成績             | 回数             |
| ---------------- | ---------------- | ---------------- | ---------------- |
| 長池徳二         | 最優秀選手       |                  | 2年ぶり2度目     |
| 福本豊           | 盗塁王           | 67個             | 2年連続2度目     |
| 山田久志         | 最優秀防御率     | 2.37             | 初受賞           |
| 山田久志         | 最高勝率         | .786             | 初受賞           |

| ベストナイン | ベストナイン | ベストナイン |
| 選手名       | ポジション   | 回数         |
| ------------ | ------------ | ------------ |
| 山田久志     | 投手         | 初受賞       |
| 阪本敏三     | 遊撃手       | 4年連続4度目 |
| 長池徳二     | 外野手       | 3年連続4度目 |

## ドラフト
| 順位 | 選手名                   | ポジション | 所属           | 結果                 |
| ---- | ------------------------ | ---------- | -------------- | -------------------- |
| 1位  | 渡辺弘基                 | 投手       | 日産自動車     | 入団                 |
| 2位  | 佐藤昭夫                 | 投手       | 札幌鉄道管理局 | 翌年シーズン後に入団 |
| 3位  | 畑野実                   | 内野手     | 日本大学       | 入団                 |
| 4位  | ケネス・ハワード・ライト | 投手       | 岡山東商業高   | 入団                 |
| 5位  | 内堀敏幸                 | 投手       | 電電信越       | 拒否                 |
| 6位  | 渡辺守                   | 投手       | 千葉鉄道管理局 | 入団                 |